# Góshala
Góshala (fallecido hacia el 484 a. C.) fue un discípulo y más tarde rival de Majá Virá (fundador del jainismo), y más tarde fundaría el movimiento ayívika (según textos budistas y jainas, y según Panini 4-3.35).
Fue un maestro asceta de la India antigua, identificado frecuentemente como fundador del movimiento áyivika. Fue coetáneo de Buda (fundador del budismo) y de Majavirá (fundador del yainismo).

## Etimología y otros nombres
- gośāla, en el sistema AITS (alfabeto internacional para la transliteración del sánscrito).
- Pronunciación: /góshala/.[1]
- Etimología: ‘nacido en un establo’; siendo go: ‘vaca’ y shala: ‘sala, casa’.[1]

- Makkhali Góshala (en palí).
- Mankhaliputta Góshala en idioma prácrito, según fuentes yainas.
- Maskarin Góshala o Maskari Góshala (en sánscrito), siendo maskarin: ‘que lleva una vara de bambú [maskara]’, un brahmán en la cuarta etapa de su vida, o sea un saniasin (mendigo religioso con una vara); y gó-shala: ‘establo para vacas’ (go: ‘vaca’) o nacido en un establo.

## Biografía
Según la tradición, vivió en los siglos VI y V (f. 484 a. C.).
Algunos consideran que Góshala Maskari Putra (en sánscrito) también llamado Makkhali Góshala (en pali) fue el fundador de la fe ayivaka. Otras fuentes[cita requerida] dicen que Góshala era un líder de una gran congregación ayívika, pero no el fundador del movimiento. Se cree que Góshala habría sido amigo de Majavirá, el fundador del jainismo. El Yaina-bhagavati-sutra dice que Góshala fue discípulo de Majavira durante seis años, después de lo cual tuvieron una disputa y se distanciaron. Purana Kassapa fue otro de los líderes de los ayívakas.

## Leyenda
El padre y la madre de Góshala se llamaban Mankhali (Maskari en sánscrito) y Bhaddā (Bhadrá en sánscrito) respectivamente. (Basham 1951, pág. 35).
De Maskari surge el nombre Maskari-Putra (el hijo de Maskari).
Cuando Bhaddā estaba embarazada, ella y su marido Mankhali llegaron a la aldea de Saravaṇa, donde vivía un adinerado hombre llamado Gobajula (Gobahula). Mankhali dejó a su esposa y sus equipajes en el establo (góshala) de Gobajula. Puesto que no pudo encontrar albergue en otro lugar, la pareja continuó viviendo en un rincón del establo, y fue allí donde Bhaddā dio a luz a su hijo (Basham, 1951, pág. 36).
Makkhali Góshala quedó como esclavo de Gobajula. Sin embargo, él se escapó. Mientras corría, su amo lo persiguió y le tomó el borde de su ropa, entonces Góshala se escapó desnudo. (Basham 1951, pág. 37).
Seguramente esa es la explicación que le daban los hinduistas a su decisión de andar desnudo, aunque existe otra que es la que le califica como "sramana o samana", hombre religioso nómada, gran pensador que vivía con poco o nada en cuanto a bienes materiales se refiere.
Góshala fue, junto con Majavira, a un pozo de agua, y fue reconocido por dos seguidoras de Parsva.
Góshala recordó la planta de sésamo, que «se había arrancado y había muerto temporalmente, pero que se había reanimado y volvía a vivir, mientras se habían desarrollado sus siete vainas. (Basham 1951, pág. 48).
Makkhali Góshala habló de un grupo de comerciantes que encuentran un hormiguero grande, que tenía cuatro montones que surgían de la misma base. Al romperlo, el segundo tenía oro en su interior. (Basham 1951, pág. 59).
Góshala declaró que el Góshala original había muerto, y que el alma que ahora habitaba al Góshala aparente era la de Udai Kundiianiia, que había adoptado su residencia en el muerto Góshala, que había reanimado. (Basham 1951, pág. 31).

## Enseñanzas
Se conocen muy pocos detalles sobre su vida y enseñanzas. Toda la escasa información disponible sobre él, proviene de fuentes budistas y yainistas. Dado que las enseñanzas de Gósala parecen haber sido rivales de ambas, para la mayoría de la crítica estas fuentes están, por ello, predispuestas en su contra. Dos fuentes primarias destacan fundamentalmente: el Bhagavati-sutra de los yainas y el comentario de Buddha Ghosha al Sammannaphala-sutta budista. Este último le describe como uno de los seis filósofos fundamentales contemporáneos de Buda, y describe algunos detalles sobre su vida e ideas.
Una de sus sentencias más divulgadas es: «El esfuerzo humano es ineficaz». Así, su fatalismo o determinismo le lleva a negar cualquier posibilidad humana real de liberación. Ésta se produciría de manera espontánea e inevitable después de 8,4 millones de eones, sin intervención de la voluntad. El ser humano es impotente y está predestinado al sufrimiento, el error y el dolor.

## Ayívikas famosos
Bindusara (el padre del emperador Ashoka, era creyente de esta doctrina, que alcanzó su pico de popularidad durante la vida de Ashoka, y luego quedó relegada en el olvido. El movimiento ayívaka pudo haber continuado existiendo en la India hasta fecha tan tardía como el siglo XIV. En el sur de la India existen inscripciones del siglo XIII que mencionan a los ayívakas. Pero en ese momento de la historia quizá el término ayívika se refería al asceta de cualquier tradición en lugar de referirse a los seguidores de la tradición ayívika que existía en siglos anteriores.
También fueron ayívikas Subhadrangui (el gurú de la madre de Asoka y reina principal del rey Bindusara), y el escritor Chanakia (el ideólogo fundador de la dinastía mauria).

## Creencias y prácticas
A lo largo de la historia del movimiento ayívika, las prácticas y creencias de los ayívikas son difíciles de reconstruir, porque se han conservado solo de fuentes externas, a menudo hostiles. Los ayívikas podrían haber sido exponentes de una filosofía del determinismo absoluto, en el que las acciones humanas y las opciones no son capaces de vencer las fuerzas del destino. Seguían un estricto régimen de ascetismo, similar en muchos aspectos a las prácticas llevadas a cabo por los jainas: ayunos extremos, indiferencia a la incomodidad física y vida a la intemperie. A menudo se describe que Góshala vivía sin ropa, al igual que otros importantes ayívikas. No está claro si todos los ayívikas vivían como vagabundos desnudos, o si se trataba de una práctica que solo llevaban a cabo los devotos más extremistas.
Al igual que sus homólogos jainas y budistas, fueron principalmente no teístas, y estaban fuertemente en contra del sistema de castas del hinduismo. Existen leyendas de líderes ayívikas que se suicidaron ―ya sea por el ayuno hasta la muerte, o, en el caso de Purana Kassapa, por ahogamiento― cuando notaban que su cuerpo o su cerebro empezaba a declinar.